# Курт Ліндеманн (підводник)
Курт Ліндеманн (нім. Kurt Lindemann; 31 липня 1912, Гаген-ім-Бремішен — 1983) — німецький офіцер-підводник, оберлейтенант-цур-зее резерву крігсмаріне.

## Біографія
18 липня 1940 року вступив на флот і був призначений вахтовим офіцером в 17-ту флотилію форпостенботів. В січні-березні 1942 року пройшов курс унтерофіцера. З березня 1942 року — керівник групи загороджувальної команди Мемеля. З червня 1942 року служив у флотилії оборони західного узбережжя Балтійського моря.
З 6 червня по 30 жовтня 1943 року пройшов курс підводника, з 31 жовтня по 6 листопада — курс кермування, в листопаді-грудні — командирську практику в 23-й флотилії, з 15 грудня 1943 по 31 січня 1944 року — курс командира підводного човна. 7 лютого 1944 року направлений на будівництво підводного човна U-1207. З 23 березня 1944 року — командир U-1207. 5 травня 1945 року наказав затопити човен в рамках операції «Регенбоген». 8 травня 1945 року взятий в полон британськими військами.

## Звання
- Зондерфюрер-штурман (18 липня 1940)
- Штурмансмат резерву (1 травня 1941)
- Штурман резерву (1 лютого 1942)
- Оберштурман резерву (1 березня 1942)
- Лейтенант-цур-зее резерву (1 травня 1942)
- Оберлейтенант-цур-зее резерву (1 жовтня 1943)

## Нагороди
- Залізний хрест 2-го класу (1941)
- Нагрудний знак мінних тральщиків (1942)